# 小行星列表/111301-111400
| 名稱         | 臨時編號   | 發現日期       | 發現地點 | 發現者                 |
| ------------ | ---------- | -------------- | -------- | ---------------------- |
| 小行星111301 | 2001 XC57  | 2001年12月11日 | 索科罗   | 林肯近地小行星研究小组 |
| 小行星111302 | 2001 XK58  | 2001年12月10日 | 索科罗   | 林肯近地小行星研究小组 |
| 小行星111303 | 2001 XT58  | 2001年12月10日 | 索科罗   | 林肯近地小行星研究小组 |
| 小行星111304 | 2001 XC60  | 2001年12月10日 | 索科罗   | 林肯近地小行星研究小组 |
| 小行星111305 | 2001 XB61  | 2001年12月10日 | 索科罗   | 林肯近地小行星研究小组 |
| 小行星111306 | 2001 XW61  | 2001年12月10日 | 索科罗   | 林肯近地小行星研究小组 |
| 小行星111307 | 2001 XH63  | 2001年12月10日 | 索科罗   | 林肯近地小行星研究小组 |
| 小行星111308 | 2001 XT64  | 2001年12月10日 | 索科罗   | 林肯近地小行星研究小组 |
| 小行星111309 | 2001 XY65  | 2001年12月11日 | 索科罗   | 林肯近地小行星研究小组 |
| 小行星111310 | 2001 XM67  | 2001年12月10日 | 索科罗   | 林肯近地小行星研究小组 |
| 小行星111311 | 2001 XK68  | 2001年12月10日 | 索科罗   | 林肯近地小行星研究小组 |
| 小行星111312 | 2001 XT68  | 2001年12月11日 | 索科罗   | 林肯近地小行星研究小组 |
| 小行星111313 | 2001 XC69  | 2001年12月11日 | 索科罗   | 林肯近地小行星研究小组 |
| 小行星111314 | 2001 XE73  | 2001年12月11日 | 索科罗   | 林肯近地小行星研究小组 |
| 小行星111315 | 2001 XZ73  | 2001年12月11日 | 索科罗   | 林肯近地小行星研究小组 |
| 小行星111316 | 2001 XJ74  | 2001年12月11日 | 索科罗   | 林肯近地小行星研究小组 |
| 小行星111317 | 2001 XZ74  | 2001年12月11日 | 索科罗   | 林肯近地小行星研究小组 |
| 小行星111318 | 2001 XH75  | 2001年12月11日 | 索科罗   | 林肯近地小行星研究小组 |
| 小行星111319 | 2001 XQ75  | 2001年12月11日 | 索科罗   | 林肯近地小行星研究小组 |
| 小行星111320 | 2001 XW75  | 2001年12月11日 | 索科罗   | 林肯近地小行星研究小组 |
| 小行星111321 | 2001 XS76  | 2001年12月11日 | 索科罗   | 林肯近地小行星研究小组 |
| 小行星111322 | 2001 XT76  | 2001年12月11日 | 索科罗   | 林肯近地小行星研究小组 |
| 小行星111323 | 2001 XS77  | 2001年12月11日 | 索科罗   | 林肯近地小行星研究小组 |
| 小行星111324 | 2001 XU79  | 2001年12月11日 | 索科罗   | 林肯近地小行星研究小组 |
| 小行星111325 | 2001 XX79  | 2001年12月11日 | 索科罗   | 林肯近地小行星研究小组 |
| 小行星111326 | 2001 XJ81  | 2001年12月11日 | 索科罗   | 林肯近地小行星研究小组 |
| 小行星111327 | 2001 XP84  | 2001年12月11日 | 索科罗   | 林肯近地小行星研究小组 |
| 小行星111328 | 2001 XZ85  | 2001年12月11日 | 索科罗   | 林肯近地小行星研究小组 |
| 小行星111329 | 2001 XW87  | 2001年12月14日 | 本森     | 杨光宇                 |
| 小行星111330 | 2001 XX87  | 2001年12月14日 | 本森     | 杨光宇                 |
| 小行星111331 | 2001 XV88  | 2001年12月9日  | 索科罗   | 林肯近地小行星研究小组 |
| 小行星111332 | 2001 XF89  | 2001年12月10日 | 索科罗   | 林肯近地小行星研究小组 |
| 小行星111333 | 2001 XR90  | 2001年12月10日 | 索科罗   | 林肯近地小行星研究小组 |
| 小行星111334 | 2001 XM93  | 2001年12月10日 | 索科罗   | 林肯近地小行星研究小组 |
| 小行星111335 | 2001 XL94  | 2001年12月10日 | 索科罗   | 林肯近地小行星研究小组 |
| 小行星111336 | 2001 XW94  | 2001年12月10日 | 索科罗   | 林肯近地小行星研究小组 |
| 小行星111337 | 2001 XE95  | 2001年12月10日 | 索科罗   | 林肯近地小行星研究小组 |
| 小行星111338 | 2001 XN95  | 2001年12月10日 | 索科罗   | 林肯近地小行星研究小组 |
| 小行星111339 | 2001 XY95  | 2001年12月10日 | 索科罗   | 林肯近地小行星研究小组 |
| 小行星111340 | 2001 XL96  | 2001年12月10日 | 索科罗   | 林肯近地小行星研究小组 |
| 小行星111341 | 2001 XO96  | 2001年12月10日 | 索科罗   | 林肯近地小行星研究小组 |
| 小行星111342 | 2001 XE97  | 2001年12月10日 | 索科罗   | 林肯近地小行星研究小组 |
| 小行星111343 | 2001 XT98  | 2001年12月10日 | 索科罗   | 林肯近地小行星研究小组 |
| 小行星111344 | 2001 XS99  | 2001年12月10日 | 索科罗   | 林肯近地小行星研究小组 |
| 小行星111345 | 2001 XC102 | 2001年12月11日 | 索科罗   | 林肯近地小行星研究小组 |
| 小行星111346 | 2001 XS103 | 2001年12月14日 | 索科罗   | 林肯近地小行星研究小组 |
| 小行星111347 | 2001 XL105 | 2001年12月7日  | 索科罗   | 林肯近地小行星研究小组 |
| 小行星111348 | 2001 XD107 | 2001年12月10日 | 索科罗   | 林肯近地小行星研究小组 |
| 小行星111349 | 2001 XF107 | 2001年12月10日 | 索科罗   | 林肯近地小行星研究小组 |
| 小行星111350 | 2001 XW107 | 2001年12月10日 | 索科罗   | 林肯近地小行星研究小组 |
| 小行星111351 | 2001 XZ107 | 2001年12月10日 | 索科罗   | 林肯近地小行星研究小组 |
| 小行星111352 | 2001 XC109 | 2001年12月10日 | 索科罗   | 林肯近地小行星研究小组 |
| 小行星111353 | 2001 XE109 | 2001年12月10日 | 索科罗   | 林肯近地小行星研究小组 |
| 小行星111354 | 2001 XQ109 | 2001年12月11日 | 索科罗   | 林肯近地小行星研究小组 |
| 小行星111355 | 2001 XF112 | 2001年12月11日 | 索科罗   | 林肯近地小行星研究小组 |
| 小行星111356 | 2001 XY112 | 2001年12月11日 | 索科罗   | 林肯近地小行星研究小组 |
| 小行星111357 | 2001 XB113 | 2001年12月11日 | 索科罗   | 林肯近地小行星研究小组 |
| 小行星111358 | 2001 XQ114 | 2001年12月13日 | 索科罗   | 林肯近地小行星研究小组 |
| 小行星111359 | 2001 XX114 | 2001年12月13日 | 索科罗   | 林肯近地小行星研究小组 |
| 小行星111360 | 2001 XO120 | 2001年12月14日 | 索科罗   | 林肯近地小行星研究小组 |
| 小行星111361 | 2001 XP120 | 2001年12月14日 | 索科罗   | 林肯近地小行星研究小组 |
| 小行星111362 | 2001 XA121 | 2001年12月14日 | 索科罗   | 林肯近地小行星研究小组 |
| 小行星111363 | 2001 XC126 | 2001年12月14日 | 索科罗   | 林肯近地小行星研究小组 |
| 小行星111364 | 2001 XL126 | 2001年12月14日 | 索科罗   | 林肯近地小行星研究小组 |
| 小行星111365 | 2001 XQ126 | 2001年12月14日 | 索科罗   | 林肯近地小行星研究小组 |
| 小行星111366 | 2001 XM127 | 2001年12月14日 | 索科罗   | 林肯近地小行星研究小组 |
| 小行星111367 | 2001 XU127 | 2001年12月14日 | 索科罗   | 林肯近地小行星研究小组 |
| 小行星111368 | 2001 XR131 | 2001年12月14日 | 索科罗   | 林肯近地小行星研究小组 |
| 小行星111369 | 2001 XF132 | 2001年12月14日 | 索科罗   | 林肯近地小行星研究小组 |
| 小行星111370 | 2001 XH133 | 2001年12月14日 | 索科罗   | 林肯近地小行星研究小组 |
| 小行星111371 | 2001 XY136 | 2001年12月14日 | 索科罗   | 林肯近地小行星研究小组 |
| 小行星111372 | 2001 XA137 | 2001年12月14日 | 索科罗   | 林肯近地小行星研究小组 |
| 小行星111373 | 2001 XV137 | 2001年12月14日 | 索科罗   | 林肯近地小行星研究小组 |
| 小行星111374 | 2001 XS145 | 2001年12月14日 | 索科罗   | 林肯近地小行星研究小组 |
| 小行星111375 | 2001 XQ147 | 2001年12月14日 | 索科罗   | 林肯近地小行星研究小组 |
| 小行星111376 | 2001 XK148 | 2001年12月14日 | 索科罗   | 林肯近地小行星研究小组 |
| 小行星111377 | 2001 XJ149 | 2001年12月14日 | 索科罗   | 林肯近地小行星研究小组 |
| 小行星111378 | 2001 XT150 | 2001年12月14日 | 索科罗   | 林肯近地小行星研究小组 |
| 小行星111379 | 2001 XX150 | 2001年12月14日 | 索科罗   | 林肯近地小行星研究小组 |
| 小行星111380 | 2001 XB151 | 2001年12月14日 | 索科罗   | 林肯近地小行星研究小组 |
| 小行星111381 | 2001 XP152 | 2001年12月14日 | 索科罗   | 林肯近地小行星研究小组 |
| 小行星111382 | 2001 XN153 | 2001年12月14日 | 索科罗   | 林肯近地小行星研究小组 |
| 小行星111383 | 2001 XN154 | 2001年12月14日 | 索科罗   | 林肯近地小行星研究小组 |
| 小行星111384 | 2001 XA156 | 2001年12月14日 | 索科罗   | 林肯近地小行星研究小组 |
| 小行星111385 | 2001 XW157 | 2001年12月14日 | 索科罗   | 林肯近地小行星研究小组 |
| 小行星111386 | 2001 XM158 | 2001年12月14日 | 索科罗   | 林肯近地小行星研究小组 |
| 小行星111387 | 2001 XY158 | 2001年12月14日 | 索科罗   | 林肯近地小行星研究小组 |
| 小行星111388 | 2001 XF159 | 2001年12月14日 | 索科罗   | 林肯近地小行星研究小组 |
| 小行星111389 | 2001 XM160 | 2001年12月14日 | 索科罗   | 林肯近地小行星研究小组 |
| 小行星111390 | 2001 XS160 | 2001年12月14日 | 索科罗   | 林肯近地小行星研究小组 |
| 小行星111391 | 2001 XW162 | 2001年12月14日 | 索科罗   | 林肯近地小行星研究小组 |
| 小行星111392 | 2001 XL164 | 2001年12月14日 | 索科罗   | 林肯近地小行星研究小组 |
| 小行星111393 | 2001 XY165 | 2001年12月14日 | 索科罗   | 林肯近地小行星研究小组 |
| 小行星111394 | 2001 XQ167 | 2001年12月14日 | 索科罗   | 林肯近地小行星研究小组 |
| 小行星111395 | 2001 XK168 | 2001年12月14日 | 索科罗   | 林肯近地小行星研究小组 |
| 小行星111396 | 2001 XG169 | 2001年12月14日 | 索科罗   | 林肯近地小行星研究小组 |
| 小行星111397 | 2001 XA171 | 2001年12月14日 | 索科罗   | 林肯近地小行星研究小组 |
| 小行星111398 | 2001 XC171 | 2001年12月14日 | 索科罗   | 林肯近地小行星研究小组 |
| 小行星111399 | 2001 XK173 | 2001年12月14日 | 索科罗   | 林肯近地小行星研究小组 |
| 小行星111400 | 2001 XB175 | 2001年12月14日 | 索科罗   | 林肯近地小行星研究小组 |